# Kuta, Nikšić
Kuta este un sat din comuna Nikšić, Muntenegru. Conform datelor de la recensământul din 2003, localitatea are 910 locuitori (la recensământul din 1991 erau 948 de locuitori).

## Demografie
În satul Kuta locuiesc 702 persoane adulte, iar vârsta medie a populației este de 36,9 de ani (35,4 la bărbați și 38,4 la femei). În localitate sunt 246 de gospodării, iar numărul mediu de membri în gospodărie este de 3,70.
|  |

| Demografie | Demografie | Demografie |
| An         | Locuitori  | Locuitori  |
| ---------- | ---------- | ---------- |
|            |            |            |
|            |            |            |
|            |            |            |
|            |            |            |
| 1948       | 765        |            |
| 1953       | 942        |            |
| 1961       | 950        |            |
| 1971       | 989        |            |
| 1981       | 950        |            |
| 1991       | 948        | 931        |
| 2003       | 913        | 910        |

| \| Componența etnică conform recensământului din 2003[2] \| Componența etnică conform recensământului din 2003[2] \| Componența etnică conform recensământului din 2003[2] \| Componența etnică conform recensământului din 2003[2] \| Componența etnică conform recensământului din 2003[2] \| \| ----------------------------------------------------- \| ----------------------------------------------------- \| ----------------------------------------------------- \| ----------------------------------------------------- \| ----------------------------------------------------- \| \| \| \| \| \| \| \| Muntenegreni \| Muntenegreni \| \| 599 \| 65,82% \| \| Sârbi \| Sârbi \| \| 189 \| 20,76% \| \| Iugoslavi \| Iugoslavi \| \| 13 \| 1,42% \| \| necunoscută \| necunoscută \| \| 5 \| 0,54% \| |              |  |     |        |
| Componența etnică conform recensământului din 2003 |              |  |     |        |
| |              |  |     |        |
| Muntenegreni | Muntenegreni |  | 599 | 65,82% |
| Sârbi | Sârbi        |  | 189 | 20,76% |
| Iugoslavi | Iugoslavi    |  | 13  | 1,42%  |
| necunoscută | necunoscută  |  | 5   | 0,54%  |